# 幸地真作
幸地 真作（こうち しんさく、10月17日 - ）は、日本の男性声優。2015年1月31日までキャロットハウスに所属していた。沖縄県出身。

## 出演作品

### テレビアニメ
2010年
- 薄桜鬼 碧血録（黒田清隆）
- 夢色パティシエール（司会者）

2012年
- 薄桜鬼 黎明録（家里次郎）

### ゲーム
2009年
- アガレスト戦記ZERO（ギガンタ）
- アルコバレーノ!（司会者）
- S.Y.K 〜新説西遊記〜（乾陀羅王）
- 真・翡翠の雫 緋色の欠片2（カミ）
- 薄桜鬼 随想録（浪士 他）
- Let's 全力ヒッチハイク!!!!!!!!!（肉屋のおやじ）
- ワンド オブ フォーチュン（生徒、門番）

2010年
- アーメン・ノワール（クーロン）
- S.Y.K 〜蓮咲伝〜（官吏 他）
- CLOCK ZERO 〜終焉の一秒〜（楓、カエル）
- デザート・キングダム（アサシンZ）
- 薄桜鬼 遊戯録（浪士 他）
- ワンド オブ フォーチュン 〜未来へのプロローグ〜（ルルの父 他）

2011年
- CLOCK ZERO 〜終焉の一秒〜 Portable（楓、カエル）

2012年
- アーメン・ノワール portable（クーロン）
- L.G.S 〜新説 封神演義〜（哮天犬[1]、柏天君[2]）
- 白華の檻 〜緋色の欠片4〜（風波尊[2]）

2013年
- 白華の檻 〜緋色の欠片4〜 四季の詩（風波尊[3]）

2015年
- CLOCK ZERO 〜終焉の一秒〜 ExTime（楓[4]、カエル）
- 百華夜光（番頭[5]）

### ドラマCD
- 薄桜鬼 ドラマCD 〜近藤さんの悩みの種〜（浪士[6]）